# Ніор (округ)
Округ Ніор (фр. Arrondissement de Niort) — округ у Франції, в департаменті Де-Севр. 2023 року округ об'єднував 121 муніципалітет, населення становило 199 450 осіб.
Адміністративний центр (супрефектура) — Ніор.

## Муніципалітети
Список муніципалітетів округу та їхні коди INSEE:
1. Авон (79023)
2. Азе-ле-Брюле (79024)
3. Аллуане (79136)
4. Амюре (79009)
5. Ансіньє (79111)
6. Аньєр-ан-Пуату (79015)
7. Арсе (79010)
8. Бессін (79034)
9. Бовуар-сюр-Ніор (79031)
10. Боссе-Вітре (79030)
11. Брієй-сюр-Шизе (79055)
12. Бріу-сюр-Бутонн (79057)
13. Брюлен (79058)
14. Бугон (79042)
15. Валлан (79335)
16. Валь-дю-Міньон (79334)
17. Вальделом (79140)
18. Ванзе (79338)
19. Вансе (79336)
20. Верну-сюр-Бутонн (79343)
21. Вільє-ан-Буа (79350)
22. Вільє-ан-Плен (79351)
23. Вільє-сюр-Шизе (79352)
24. Вільмен (79349)
25. Вільфолле (79348)
26. Вує (79355)
27. Гранзе-Грі (79137)
28. Егондіньє (79185)
29. Ексірей (79114)
30. Ексуден (79115)
31. Епанн (79112)
32. Еффр (79003)
33. Ешире (79109)
34. Жермон-Рувр (79133)
35. Жуіє (79142)
36. Жускор (79144)
37. Клюссе-ла-Поммере (79095)
38. Коне (79060)
39. Кулон (79100)
40. Кутюр-д'Аржансон (79106)
41. Ла-Креш (79048)
42. Ла-Мот-Сен-Ере (79184)
43. Ла-Рошенар (79229)
44. Ла-Фуа-Монжо (79127)
45. Ла-Шапель-Пую (79074)
46. Ле-Бурде (79046)
47. Ле-Ванно-Ірло (79337)
48. Ле-Вер (79346)
49. Ле-Фосс (79126)
50. Лезе (79148)
51. Лімалонж (79150)
52. Лориньє (79152)
53. Лубільє (79154)
54. Лубіньє (79153)
55. Люссре (79160)
56. Люше-сюр-Бріу (79158)
57. Маньє (79162)
58. Мариньї (79166)
59. Марсіє (79251)
60. Мезонне (79164)
61. Мель (79174)
62. Мельран (79175)
63. Мере-Левеско (79163)
64. Мессе (79177)
65. Мозе-сюр-ле-Міньйон (79170)
66. Монталамбер (79180)
67. Нантей (79189)
68. Ніор (79191)
69. Обіньє (79018)
70. Оже (79020)
71. Пампру (79201)
72. Пезе-ле-Ша (79198)
73. Пер (79205)
74. Периньє (79204)
75. Плен-д'Аржансон (79078)
76. Плібу (79212)
77. Праек (79216)
78. Прай-Ла-Куард (79217)
79. Прен-Дерансон (79220)
80. Ром (79230)
81. Роман (79231)
82. Саль (79303)
83. Сансе (79304)
84. Севр (79302)
85. Севре (79313)
86. Секондіньє-сюр-Бель (79310)
87. Селіньє (79312)
88. Сель-сюр-Бель (79061)
89. Сен-Венсан-ла-Шатр (79301)
90. Сен-Желе (79249)
91. Сен-Жорж-де-Рекс (79254)
92. Сен-Ілер-ла-Палю (79257)
93. Сен-Кутан (79243)
94. Сен-Максір (79281)
95. Сен-Мартен-де-Бернегу (79273)
96. Сен-Мартен-де-Сен-Мексан (79276)
97. Сен-Мексан-л'Еколь (79270)
98. Сен-Ремі (79293)
99. Сен-Роман-де-Шам (79294)
100. Сен-Роман-ле-Мель (79295)
101. Сен-Семфор'ян (79298)
102. Сент-Еанн (79246)
103. Сент-Неоме (79283)
104. Сент-Солін (79297)
105. Созе-Воссе (79307)
106. Сувіньє (79319)
107. Судан (79316)
108. Сьєк (79308)
109. Фонтеній-Сен-Мартен-д'Антрег (79122)
110. Фонтівільє (79064)
111. Фор (79125)
112. Франсуа (79128)
113. Фрессін (79129)
114. Фронтене-Роан-Роан (79130)
115. Ше (79087)
116. Шене (79084)
117. Шерве (79086)
118. Шериньє (79085)
119. Шеф-Бутонн (79083)
120. Шизе (79090)
121. Шоре (79081)